# Saint-Liguori
Pour les articles homonymes, voir Liguori.
Saint-Liguori [sɛ̃ liɡɔʁi] est une municipalité du Québec située dans la MRC de Montcalm dans Lanaudière.
Elle est considérée comme l'une des quatre municipalités de la Nouvelle-Acadie.

## Histoire
Cette municipalité est nommée ainsi en l'honneur d'Alphonse de Liguori. Les origines de la paroisse ont été racontées par l'abbé-historien Alphonse-Charles Dugas en 1902.
La municipalité forme, avec les municipalités voisines de Saint-Jacques de Montcalm, Sainte-Marie-Salomé et Saint-Alexis, la région de la Nouvelle-Acadie, où de nombreux Acadiens se sont installés au XVIIIe siècle dans les suites du Grand Dérangement,. On y célèbre chaque année le Festival acadien de la Nouvelle-Acadie.
Sur la première carte précise du secteur dessinée en 1815 par Joseph Bouchette il y a un lac nommé lac Ouareau sur la rivière Ouareau à l'emplacement de St-Liguori. Sur le plan de Rawdon et Kildare de 1821 le lac n'existe plus. Les premiers habitants de ce secteur étaient nommés les habitants du lac Ouareau et la rivière Ouareau s'appelait Lacouareau.
Il y avait des moulins sur la rivière Ouareau avant 1812. Henry McKenzie, Jacob Oldham et Alexandre Malbut des anciens de la Compagnie du Nord-Ouest habitant Terrebonne et L'Assomption ont acheté un moulin à scie déjà existant en 1812 pour le moderniser, ils l'ont appelé Manchester Mills. Vers 1844 quand Peter McGill l'a acquis il s'appelait Oldham Farm; P. McGill s'est associé à J.-H. Dorwin pour exploiter intensivement le bois du bassin de la rivière Ouareau jusqu'en 1859 quand les moulins de Dorwin ont brûlé. Ils avaient prolongé le train de Barthélémy Joliette jusqu'à ces moulins pour transporter leur bois à Lanoraie.
Les seigneurs Sulpiciens ont construit d'autres moulins à partir de 1819 dans ce qui deviendra le village de St-Liguori.

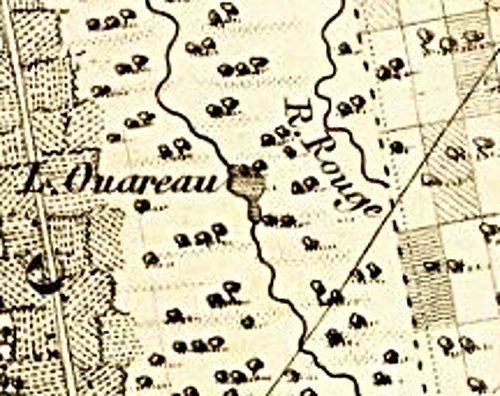
Agrandissement de la carte de J. Bouchette de 1815

Le 13 mai 2017, la municipalité de la paroisse de Saint-Liguori change son statut pour celui de municipalité.

## Géographie
La rivière Ouareau délimite le nord-ouest de la municipalité et coule vers le sud-est, traverse le village et poursuit son cours vers Crabtree. La rivière Blanche conflue avec la rivière Rouge dans le nord-ouest de la municipalité. Cette dernière coule du nord-ouest vers le sud-est. 
Le Grand Ruisseau, venant du nord-est, conflue avec la rivière Rouge dans le nord-est de la municipalité.

## Démographie
| 1991  | 1996  | 2001  | 2006  | 2011  | 2016  | 2021  |
| ----- | ----- | ----- | ----- | ----- | ----- | ----- |
| 1 506 | 1 730 | 1 793 | 1 887 | 1 976 | 1 943 | 2 066 |

## Administration
Les élections municipales se font en bloc pour le maire et les six conseillers.
| Saint-Liguori Maires depuis 2001                                                                                     |                     |         |          |
| Élection | Maire               | Qualité | Résultat |
| 2001 | Roger Gaudet        |         | Voir     |
| 2005 | Serge Rivest        |         | Voir     |
| 2009 | Serge Rivest        | Voir    |          |
| 2013 | Ghislaine Pomerleau |         | Voir     |
| 2017 | Ghislaine Pomerleau | Voir    |          |
| 2021 | Ghislaine Pomerleau | Voir    |          |
| Élection partielle en italique Depuis 2005, les élections sont simultanées dans toutes les municipalités québécoises |                     |         |          |

## Éducation
La Commission scolaire des Samares administre les écoles francophones:
- École Saint-Joseph[10]

La Commission scolaire Sir Wilfrid Laurier administre les écoles anglophones:
- École primaire Joliette à Saint-Charles-Borromée[11]
- École secondaire Joliette à Joliette[12]